# Myrmicinae
Myrmicinae je podčeleď mravencovitých. Mají dvoučlánkovou uzlinovitou stopku propojující hruď a zadeček, většina druhů má plně vyvinuté žihadlo. Larvy nevytvářejí kokony. Podčeleď zahrnuje okolo 140 rodů. Rozšíření podčeledi je kosmopolitní. V České republice se vyskytuje 45 druhů v 15 rodech.

## Klasifikace
Podčeleď je rozdělena do několika skupin:
- Agroecomyrmecini
- Attini
- Basicerotini
- Blepharidattini
- Cataulacini
- Cephalotini
- Crematogastrini
- Dacetonini
- Formicoxenini
- Melissotarsini
- Meranoplini
- Metaponini
- Myrmecinini
- Myrmicariini
- Myrmicini
- Ochetomyrmecini
- Phalacromyrmecini
- Pheidolini
- Pheidologetonini
- Solenopsidini
- Stegomyrmecini
- Stenammini
- Tetramoriini
- Incertae sedis
  - Archimyrmex Cockerell, 1923
  - Attopsis Heer, 1850
  - Cephalomyrmex Carpenter, 1930
  - Electromyrmex Wheeler, 1910
  - Eocenidris Wilson, 1985
  - Eoformica Cockerell, 1921
  - Eomyrmex Hong, 1974
  - Lenomyrmex Fernandez & Palacio G., 1999
  - Promyrmicium Baroni Urbani, 1971
  - Tyrannomyrmex Fernández, 2003